# Bernterode (bei Worbis)
Bernterode là một đô thị thuộc huyện Eichsfeld, Đức. Đô thị này có diện tích 10,22 km², dân số thời điểm 31 tháng 12 năm 2006 là 1362 người.